# سفيان بوفتيني
سفياني بوفتيني (مواليد 3 مايو 1994 في الدار البيضاء، المغرب) وهو لاعب كرة قدم مغربي يلعب حالياً لصالح نادي الوصل في الدوري الإماراتي للمحترفين و‌منتخب المغرب لكرة القدم في مركز الدفاع.

## روابط خارجية
- سفيان بوفتيني على موقع قاعدة بيانات كرة القدم.إي يو (الإنجليزية)
- سفيان بوفتيني على موقع ناشيونال فوتبول تيمز (الإنجليزية)
- سفيان بوفتيني على موقع Soccerway.com (الإنجليزية)
- سفيان بوفتيني على موقع عالم كرة القدم.نت (الإنجليزية)